# Ludwik Zejszner

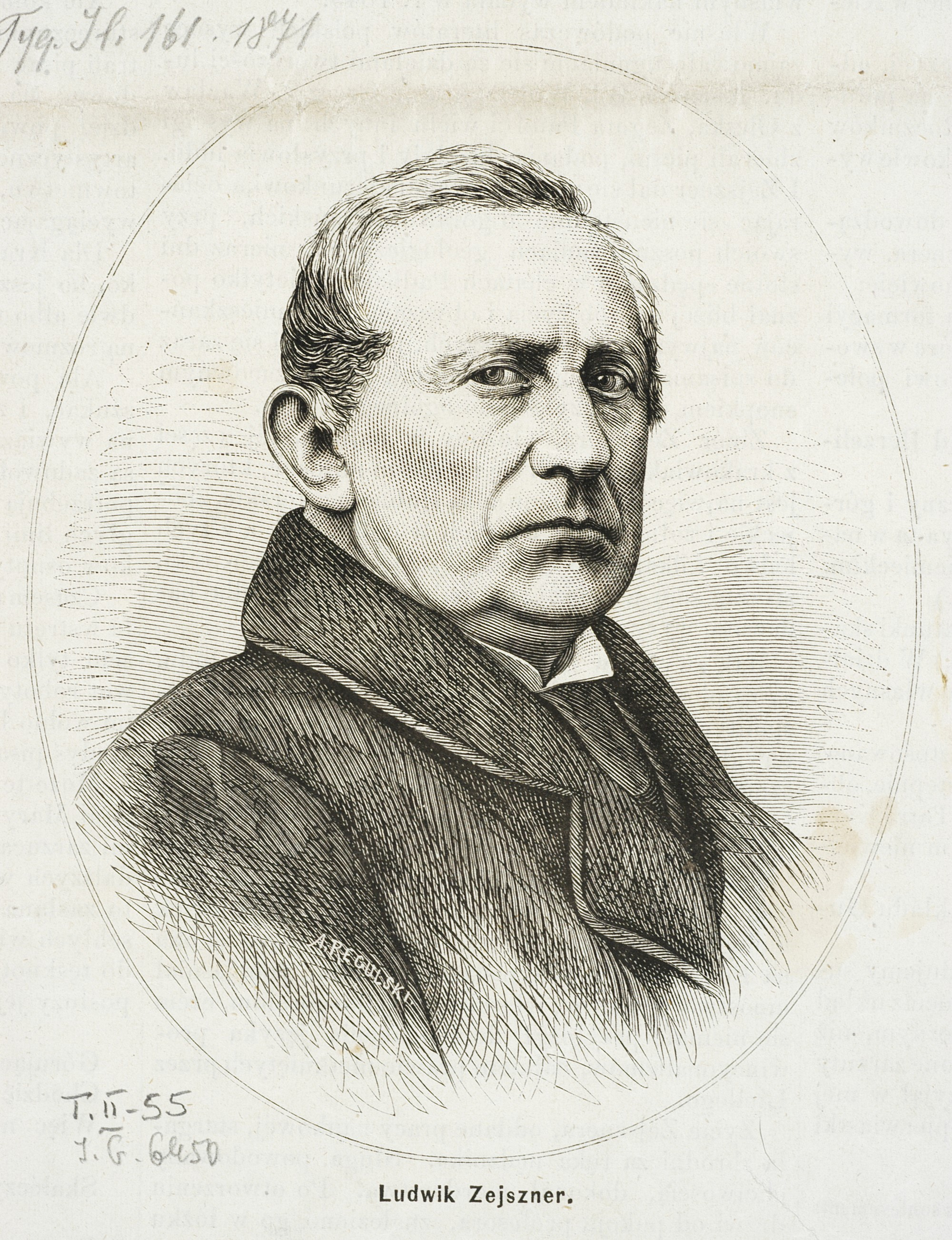
Ludwik Zejszner

Ludwik Zejszner, auch Ludwig Zeuschner, (* 15. August 1803 in Warschau; † 3. Januar 1871 in Krakau) war ein polnischer Mineraloge, Geologe, Kartograf und Hochschullehrer.

## Leben
Zejszner, Sohn des deutschstämmigen Hof-Apothekers König Stanislaus II. August Poniatowskis, ging nach einem zweijährigen Studium an der philosophischen Fakultät der Universität Warschau nach Berlin, wo er an der Friedrich-Wilhelms-Universität zu Berlin Naturwissenschaften und Philosophie studierte und Hegel und Ritter persönlich kennenlernte. 1826 wechselte er an die Universität Göttingen, an der er 1829 mit seiner Dissertation zu einem Thema der Kristallographie promoviert wurde. Bei dem Streit der Neptunisten mit den Plutonisten stellte er sich auf die Seite der Plutonisten.
1829 wurde Zejszner Leiter des Lehrstuhls für Mineralogie der Jagiellonen-Universität in Krakau. Während des Novemberaufstands 1830/1831 trat er für die polnische Unabhängigkeit ein, worauf er 1833 entlassen wurde. Er war dann Bergbaudirektor der Republik Krakau. 1848 kehrte er an die  Jagiellonen-Universität zurück. 1857 wurde er Mitarbeiter der Warschauer Medizinisch-Chirurgischen Akademie  und des Staatlichen Geologischen Büros, in dem er Karten anfertigte und Lagerstätten untersuchte. Er erstellte die erste geologische Karte der Tatra, die später von Roderick Murchison und Wilhelm von Haidinger in ihren Karten benutzt wurde.
Zejszner kehrte nach dem Januaraufstand 1863/1864, den er ablehnte, nach Galizien zurück und arbeitete in der karpatischen Ölindustrie.
1870 kehrte Zejszner nach Krakau zurück. Am 3. Januar 1871 wurde er von seinem Bediensteten ermordet, wobei die Hintergründe unklar blieben. Er wurde auf dem Friedhof Rakowicki begraben.